# Emilia Giehrl
Emilia Giehrl (* 1. November 1837 in Regensburg; † 15. Oktober 1915 in München), Pseudonyme Emmy und Tante Emmy, war eine Jugend- und Volksschriftstellerin.

Emmy Giehrl im 70. Lebensjahr

## Leben
Sie wuchs als Tochter von Joseph von Aschenbrenner, eines bayerischen Finanzministers auf. Schon als Kind begann sie Gedichte zu schreiben. Ein Unfall während der Schwangerschaft fesselte sie lebenslang ans Bett. In einfacher Sprache verfasste sie Geschichten, Erzählungen und Gedichte für Tages- und Wochenblätter sowie Kinder- und Jugendbücher im romantisch-verklärten und religiös-erbaulichen Stil. Sie förderte den Münchner Pfennigverein, der sich für Arme einsetzte.

## Grabstätte

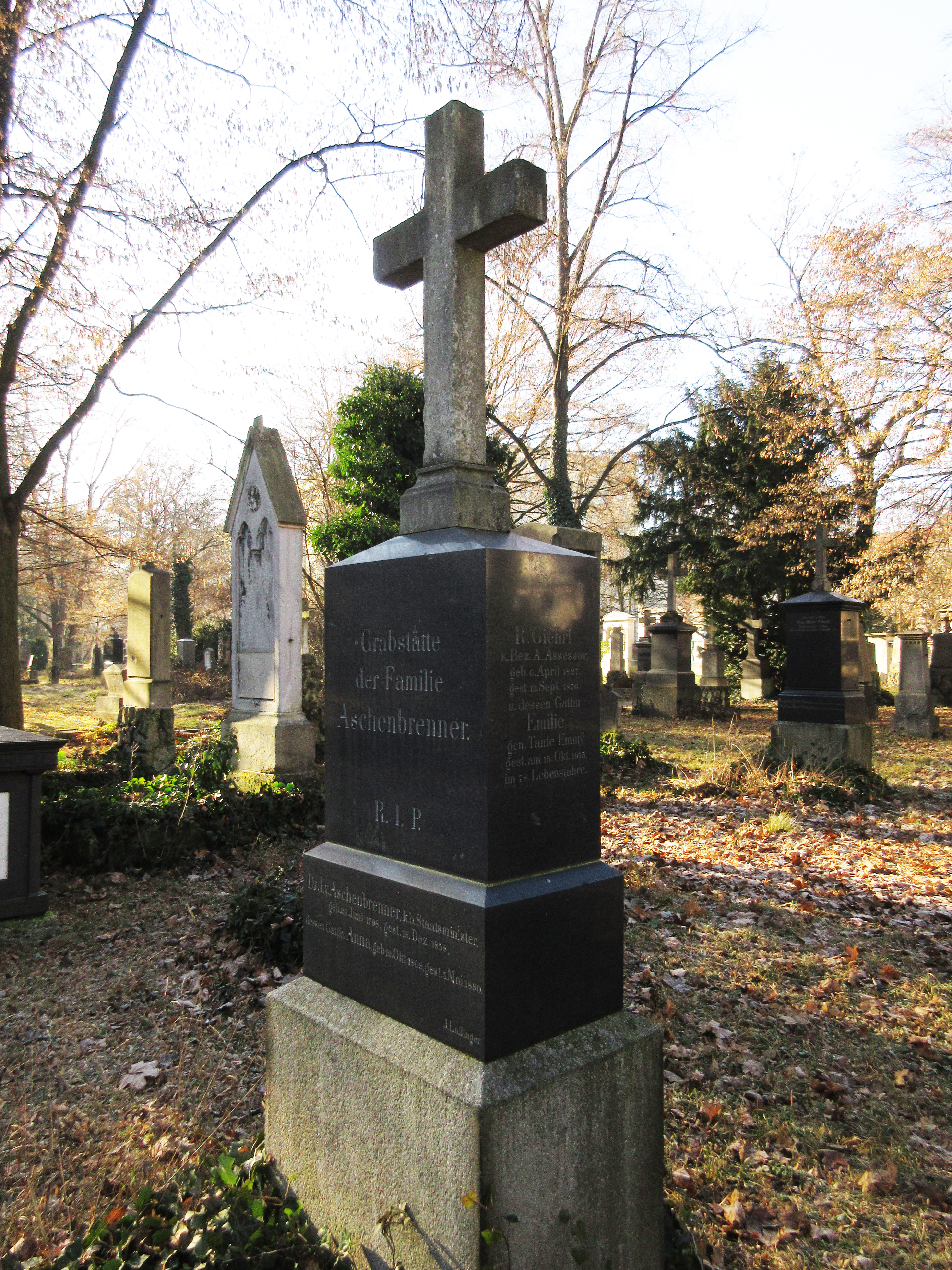
Familiengrab von Emilia Giehrl auf dem Alten Südlichen Friedhof in München

Die Grabstätte von Emilia Giehrl befindet sich auf dem Alten Südlichen Friedhof in München (Gräberfeld 4 – Reihe 1 – Platz 45) Standort.

## Ehrungen
- Goldene Medaille für Kunst und Wissenschaft durch König Ludwig II. (Bayern)
- Segenswünsche von Papst Pius X. zum 75. Geburtstag.

## Werke (Auswahl)
- Unsern Mädchenknospen. Poesie und Prosa. Hrsg. von Emmy. C. M. Roskowski, Bromberg 1863.
- Von der Wiege ins frühe Grab. Das Lebensbild eines frommen Kindes von Emmy G. Katholischer Erziehungs-Verein, Donauwörth 1880.
- Märchen der Tante Emmy. Mit Porträt der Tante Emmy in Lichtdruck. Neue Folge. 2., bedeutend verm. Aufl. Ludwig Auer, Donauwörth 1887.
- Das goldene ABC des heiligen Bonaventura. Hrsg. von Johann Ludwig Jacob. Alt-Thann 1893.
- Kreuzesblüten. Meinen lieben Gefährten in Krankheit und Leiden zur frommen Unterhaltung geweiht. Verlag Ferdinand Schöningh Paderborn, 3. Auflage 1894.
- Rätselbuch eine Auswahl von Rätseln aller Art. Otto Manz, Straubing 1899. Digitalisat
- Aus meiner Kindheit. Erinnerungsblätter. 2. Aufl. Ludwig Auer, Donauwörth 1900.
- Das Reich der Frau oder Leben und Wirken der christlichen Frau im Ehestande. Nach eigenen Erfahrungen und Erinnerungen niedergeschrieben. Ludwig Auer, Donauwörth 1905.
- Die Witwe nach dem Herzen Gottes. Ein Gebet- und Erbauungsbuch für katholische Witwen. Mit kirchlicher Genehmigung. A. Laumann, Dülmen 1907.
- Zum großen Ehrentag! Weihnachtsgabe für Kommunionkinder zur Vorbereitung. Fromme Belehrungen und Erzählungen. J. Thum, Kevelaer 1909.
- Erinnerungen aus meiner Jugend. Fortsetzung der ‚Kindheit-Erinnerungen‘. Ludwig Auer, Donauwörth 1911.
- Trostbüchlein für unsere Zeit den Bekümmerten und Trauernden gewidmet. Ludwig Auer, Donauwörth 1915 Digitalisat